# 피아노 협주곡 4번 (프로코피예프)
왼손을 위한 세르게이 프로코피예프의 피아노 협주곡 제4번 B플랫 장조 Op. 53은 외팔 피아니스트 파울 비트겐슈타인이 의뢰해 1931년 완성했다.
비트겐슈타인은 이 곡을 이해하지 못했지만, 그가 연주하기를 거부한 것은 (가끔 주장된 바와 같이) 사실이 아니다. 그는 내면의 논리에 감사할 때까지 그것을 연주할 준비가 되지 않았다. 그런 시대는 오지 않았지만 비트겐슈타인과 프로코피예프는 항상 우호적인 관계를 유지했다.
4개의 악장은 약 25분 동안 지속된다.
1. 비바체 (4~5분. )
2. 안단테 (8~13분. )
3. 모데라토 (8~9분. )
4. 비바체 (1~2분. )

외부 악장은 전주와 후주 역할을 하며, 중간 두 악장은 협주곡의 대부분을 구성한다.